# 夢・フラグランス
『夢・フラグランス』（ゆめ・フラグランス、英：Dream and Fragrance、仏：Reve et Fragrance）は1992年1月1日から2月11日に宝塚大劇場、同年4月4日から4月29日まで東京宝塚劇場、
同年9月12日から10月4日まで地方公演（9月12日・守山、13日・江南、15日・豊川、16日・豊田、18日・武蔵野、19-20日・市川、22-23日・川口、25-26日・仙台、27日・多賀城、29日・宇都宮、10月1日・高松、3-4日・鹿児島）で上演されたレビュー作品。
宝塚歌劇団月組公演。作・演出は岡田敬二。併演作品は『珈琲カルナバル』。

## 概要
ロマンチックレビューシリーズ第7弾にあたるこのレビューは、1992年の新春公演に相応しくネオ・ジャパネスクをプロローグにして、花をテーマにした作品でバラエティに富んだ内容になっている。作品前半は日本をはじめとしたアジアの場面で構成され、後の『Asian Sunrise（アジアン・サンライズ）』（2000年）、『ASIAN WINDS! - アジアの風 -』（2005年）先駆けとなった。なお、『夢・フラグランス』はロマンチック・レビューシリーズにとって最後の旧宝塚大劇場時代の作品となった。

## 宝塚・東京公演のデータ
形式名は「ミュージカル・レビュー」。
24場。

## 場面（宝塚・東京公演）
第一章　オープニング　＜祭囃しは流れる＞
- 音楽：吉崎憲治
- 振付：喜多弘

ネオ・ジャパネスク調の華麗なシーン。1992年の幕開けを祝い、全員が歌い踊る。
- ネオ・ジャパネスクの女S - 麻乃佳世
- ネオ・ジャパネスクの男A - 若央りさ、久世星佳、天海祐希
- ネオ・ジャパネスクの女A - 羽根知里
- ネオ・ジャパネスクの歌手 - 涼風真世

第二章　ザ・ストレンジャー
- 音楽：吉崎憲治
- 振付：喜多弘

哀愁に満ちた前奏曲で、三度笠、マントにブーツの旅姿の男が仲間と出る。やがて男達は勇壮に踊りだす。
- ストレンジャー - 涼風真世

第三章　あじさいの思い出　＜大正ロマン 蕗谷虹児風＞
- 音楽：甲斐正人
- 振付：羽山紀代美

大正時代、海辺で出会った青年と少女の初々しい恋。しかし、少女は両親が決めた求婚者と結婚してしまう。教会の側にたたずみ、青年は切ない思いを胸に、嫁いでゆく少女を見送るのであった。
- あじさいの歌手 - 羽根知里
- 青年 - 涼風真世
- 花婿 - 天海祐希
- 花嫁 - 麻乃佳世

第四章　月下の蘭
- 音楽：高橋城
- 振付：羽山紀代美

場所は東南アジアのジャングル。妖しくも美しい蘭の精が、生き物を次々と虜にしていく。
- 月下の歌手（男） - 久世星佳
- 月下の蘭 - 涼風真世
- 月下の男A - 若央りさ

第五章　ラベンダー・ローズ　＜デビュタント、社交界へのデビュー＞
- 音楽：吉崎憲治
- 振付：羽山紀代美

今宵の舞踏会で社交界にデビューする少女達が、期待と不安を込めて歌う。やがてプリンスが登場し、華麗な大舞踏会の幕が開く。
- 歌う恋人、踊る軍人 - 天海祐希
- デビュタントの淑女A - 朝吹南、風花舞
- 歌う王子 - 涼風真世
- デビュタントS - 麻乃佳世

第六章　地底の花
- 音楽：甲斐正人
- 振付：謝珠栄

地底の大きな穴で働く男達が、仕事を終えて作業着を脱ぐと実は美しい女達であった。幻想的な女達の踊りが月光の下で繰り広げる。
- ワーキングマンS、ファンタジック・ダンサーS - 涼風真世
- ファンタジック・ダンサー - 旭麻里、幸風イレネ、若央りさ、久世星佳、登羽歩、真織由季、越はるき、大海ひろ、天海祐希、卯城薫、水月静

第七 - 八章　フィナーレ
- 音楽：吉崎憲治
- 振付：尚すみれ

ロケットダンスから、二人の紳士の歌う「ラバー・カムバック・トゥー・ミー」による8組のカップルの踊りとなる。大階段で紳士が歌う「カンツォーネ」で3人の美女が踊る。やがてパレードになる。
- 歌う紳士 - 久世星佳、天海祐希
- 歌う男 - 涼風真世
- 踊る淑女 - 若央りさ、真織由季、麻乃佳世

## 主な配役（宝塚・東京公演）
- 歌手、青年、月下の蘭、王子、ダンサー - 涼風真世[1]
- ネオ・ジャパネスクの男A、花婿、恋人、紳士 - 天海祐希[1]
- ネオ・ジャパネスクの女、花嫁、踊る淑女 - 麻乃佳世[1]

- 父 - 汝鳥伶[1]
- ファンタジック・ダンサー - 旭麻里[1]、幸風イレネ[1]
- デビュタントの淑女 - 舞希彩[1]
- ネオ・ジャパネスクの男A、月下の男A、踊る淑女 - 若央りさ[1]
- 母 - 若菜あん[1]
- ネオ・ジャパネスクの男A、月下の歌手男、紳士 - 久世星佳[1]
- ネオ・ジャパネスクの女A、歌手、淑女 - 羽根知里[1]
- 月下の歌手女 - 夏妃真美[1]、夏河ゆら[1]
- 恋人、踊る軍人、踊る淑女[1]、真織由季[1]
- 淑女 - 蘭玲花[1]、美原志帆[1]
- 恋人、踊る軍人 - 大海ひろ[1]、汐風幸[1]
- 恋人、淑女 - 朝吹南[1]、風花舞[1]

## スタッフ（宝塚・東京公演）
※氏名の後ろに「宝塚」、「東京」の文字がなければ両公演共通。
- 作・演出：岡田敬二[5]
- 作曲・編曲：吉崎憲治[1]、高橋城[1]、甲斐正人[1]
- 音楽指揮：橋本和明（宝塚）[1]、伊沢一郎（東京）[2]
- 振付[1]：喜多弘、羽山紀代美、尚すみれ、謝珠栄
- 振付助手：立ともみ[1]
- 装置：大橋泰弘[1]
- 衣装：任田幾英[1]
- 照明：今井直次[1]
- 小道具：万波一重[1]
- 効果：市成秀二[1]
- 音響監督：松永浩志[1]
- 演出補[1]：中村暁、小池修一郎
- 演出助手：木村信司[1]
- 製作担当：相原正一（東京）[2]
- 制作：佐分孝[1]
- 制作・著作：宝塚歌劇団